# 358
Năm 358 là một năm trong lịch Julius. 

## Sự kiện
- Gia Cát Du (諸葛攸), thái thú Thái Sơn thời Đông Tấn, tấn công Tiền Yên.